# Miserere (Allegri)

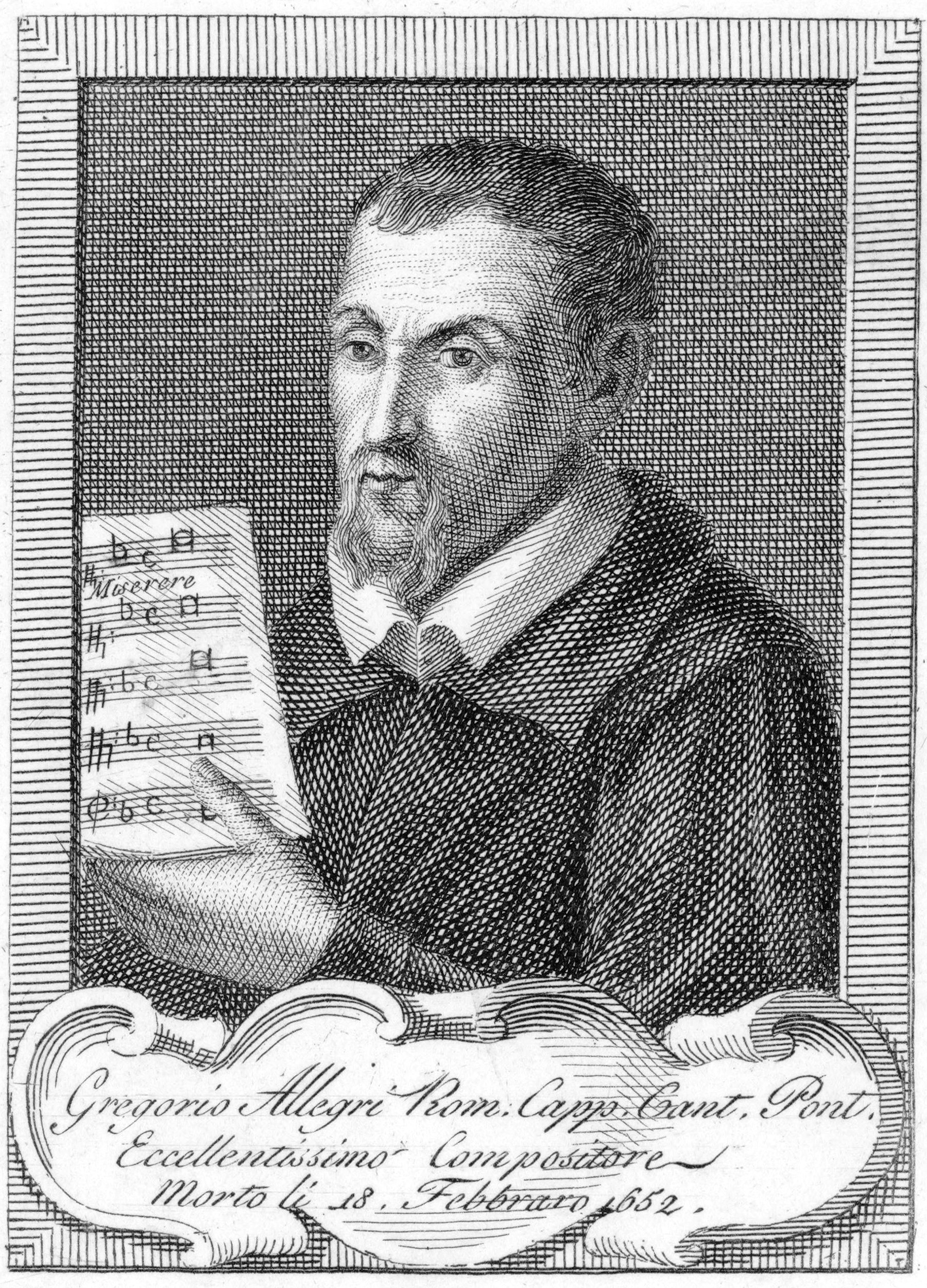
Gregorio Allegri.

Il Miserere (latino: "Abbi pietà") è un'opera a cappella di Gregorio Allegri basata sul salmo 50 della Bibbia, composto probabilmente intorno al 1630 durante il pontificato di Urbano VIII, da eseguire a luci spente nella Cappella Sistina durante il mattutino come parte dell'ufficio delle Tenebre della Settimana Santa.
È l'ultimo dei dodici Miserere composti e cantati in Sistina dal 1514 ed è anche il più famoso. Di questo brano non si comprende l'effetto alla sola lettura per via della grande semplicità delle note, ma esisteva nella Cappella Sistina un'antica tradizione esecutiva che ne faceva risaltare i meriti, dandogli una sfumatura espressiva unica.
Il brano era considerato così sacro che il papa, per preservarne l'unicità, proibì che fosse trascritto e proibì che le eventuali copie uscissero dalla Cappella Sistina, tanto che l'esecuzione altrove era punita con la scomunica.

## Storia
Il Miserere di Allegri è una composizione a nove voci per due cori, uno di cinque voci e uno di quattro, ed è generalmente riconosciuto come uno dei migliori esempi di polifonia rinascimentale. Il suo spartito originale, vergato dalla mano del compositore, non è mai stato trovato. Tre copie autorizzate della partitura vennero distribuite fuori dalla Cappella Sistina prima del 1770: una a Leopoldo I d'Asburgo, una al re del Portogallo e una a Giovanni Battista Martini. Nessuno di loro, tuttavia, riuscì a riprodurre la bellezza del miserere così come veniva cantato nella Sistina. Il quattordicenne Wolfgang Amadeus Mozart, in visita a Roma, ascoltò il Miserere di Allegri l'11 aprile 1770 durante l'Ufficio delle Tenebre del Giovedì Santo, che si canta la sera del Mercoledì Santo. Il Giovedì Santo lo trascrisse interamente a memoria, ritornando nella Cappella Sistina il venerdì successivo, 13 aprile, per fare piccole correzioni.
Leopold Mozart, padre di Wolfgang, in una lettera alla moglie Anna Maria Pertl del 14 aprile 1770 comunicò che:
Quando Pertl rispose preoccupata, Leopold precisò in una lettera del 19 maggio successivo:
Dopo la trascrizione di Mozart, la minaccia della scomunica venne tolta. Tempo dopo, Mozart incontrò il compositore inglese Charles Burney, il quale si fece dare la copia, la confrontò con la trascrizione che il papa aveva concesso a Giovanni Battista Martini e la portò a Londra, dove venne pubblicata nel 1771. L'edizione di Burney, tuttavia, non includeva la particolare ornamentazione rinascimentale non scritta, ma semplicemente tramandata da interprete a interprete nella Cappella Sistina, che rendeva il brano tanto lodato. Nel 1840 il sacerdote romano Pietro Alfieri pubblicò un'edizione del Miserere di Allegri con l'intento di preservare la prassi esecutiva della Cappella Sistina, edizione che comprendeva anche l'ornamentazione.
L'accuratezza nelle esecuzioni, che esisteva un tempo nella Sistina, era un requisito indispensabile per la perfetta riuscita del Miserere: Leopoldo I d'Asburgo, infatti, ne chiese al papa Innocenzo XI una copia da utilizzare nella sua cappella imperiale. La richiesta gli fu accordata. Tuttavia, le esecuzioni viennesi non risultarono altro che un corale poco entusiasmante. L'imperatore credette allora che il maestro di cappella della Sistina gli avesse inviato la copia di un altro Miserere, se ne lamentò con il papa e lo fece cacciare. Il papa stesso fu così offeso da quello che credeva essere stato un inganno del suo maestro che, per molto tempo, non volle vederlo né ascoltare ciò che avrebbe voluto dire in sua discolpa. Alla fine, però, il maestro di cappella ottenne che uno dei cardinali perorasse la sua causa, facendo sapere al pontefice che la perfetta riuscita del Miserere poteva essere realizzata solo grazie alla grande competenza canora della Cappella Sistina. Ciò spiegava perché il pezzo in questione, anche se fedelmente trascritto, non poteva produrre lo stesso effetto se eseguito altrove.
Innocenzo XI, che non si intendeva di musica, benché non riuscisse a capire come le stesse note potessero sembrare così diverse se eseguite in luoghi diversi, scrisse una difesa che venne inviata a Leopoldo I. Quest'ultimo pregò allora il papa di mandare a Vienna qualcuno dei cantori della Sistina affinché istruissero quelli della cappella imperiale sul modo di eseguire il Miserere. Il pontefice accordò il favore, ma, prima che i musicisti arrivassero a Vienna, nel 1683 scoppiò la guerra contro i turchi e l'imperatore dovette lasciare la città. Il Miserere, perciò, non venne mai eseguito fuori Roma.
Il Miserere di Allegri venne eseguito nella Cappella Sistina, pressoché senza interruzioni, fino al 1870. Per la prima volta dopo 141 anni, il 9 marzo 2011, la composizione è stata nuovamente eseguita inserita nella liturgia, celebrata dal papa Benedetto XVI, nella basilica di Santa Sabina in Roma durante la celebrazione del Mercoledì delle Ceneri.

## Testo
Et secundum multitudinem miserationum tuarum, dele iniquitatem meam.

Amplius lava me ab iniquitate mea: et a peccato meo munda me.

Quoniam iniquitatem meam ego cognosco: et peccatum meum contra me est semper.

Tibi soli peccavi, et malum coram te feci: ut iustificeris in sermonibus tuis, et vincas cum iudicaris.

Ecce enim in iniquitatibus conceptus sum: et in peccatis concepit me mater mea.

Ecce enim veritatem dilexisti: incerta et occulta sapientiae tuae manifestasti mihi.

Asperges me, hyssopo, et mundabor: lavabis me, et super nivem dealbabor.

Auditui meo dabis gaudium et laetitiam: et exsultabunt ossa humiliata.

Averte faciem tuam a peccatis meis: et omnes iniquitates meas dele.

Cor mundum crea in me, Deus: et spiritum rectum innova in visceribus meis.

Ne proiicias me a facie tua: et spiritum sanctum tuum ne auferas a me.

Redde mihi laetitiam salutaris tui: et spiritu principali confirma me.

Docebo iniquos vias tuas: et impii ad te convertentur.

Libera me de sanguinibus, Deus, Deus salutis meae: et exsultabit lingua mea iustitiam tuam.

Domine, labia mea aperies: et os meum annuntiabit laudem tuam.

Quoniam si voluisses sacrificium, dedissem utique: holocaustis non delectaberis.

Sacrificium Deo spiritus contribulatus: cor contritum, et humiliatum, Deus, non despicies.

Benigne fac, Domine, in bona voluntate tua Sion: ut aedificentur muri Ierusalem.

Tunc acceptabis sacrificium iustitiae, oblationes, et holocausta: tunc imponent super altare tuum vitulos.»

## Gli altrimisereredella Cappella Sistina

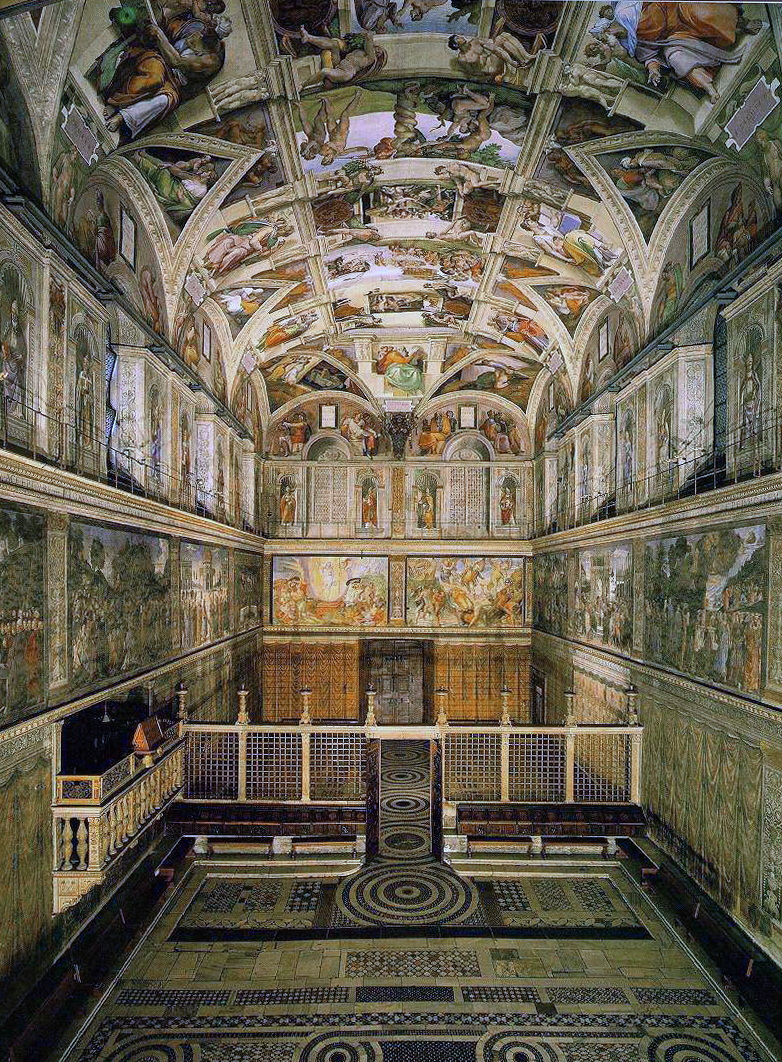
La Cappella Sistina.

Secondo l'abate Giuseppe Baini, quello di Gregorio Allegri era solo l'ultimo dei dodici miserere composti per essere eseguiti nella Cappella Sistina. Due volumi manoscritti dell'archivio della cappella racchiudevano tutti i miserere cantati in Sistina dai tempi più remoti a eccezione del primo, composto nel 1514 sotto il pontificato di Leone X, che fu giudicato non abbastanza bello per poter entrare nella raccolta.
Nel 1517 Costanzo Festa, che era appena stato accolto come cantore nella Sistina, scrisse due versetti di un miserere, uno a quattro voci e l'altro a cinque, ed è questo il primo che si trova nella raccolta. Il secondo è di Luigi Dentice, composto a quattro e cinque voci. Il terzo, di cui non si hanno che due versetti a quattro voci, è di Francisco Guerrero. Il quarto miserere è di Giovanni Pierluigi da Palestrina, composto da due versetti a quattro e cinque voci.
Il quinto è di Teofilo Gargano, che entrò nel collegio dei cantori della Sistina il 1º maggio 1601. Il sesto miserere è di Giovanni Francesco Anerio. Felice Anerio, invece, è l'autore del settimo, comprendente un versetto a nove voci. L'ottavo miserere, molto inferiore ai precedenti, è di autore sconosciuto. Il nono è composto dai già citati due versetti di Palestrina, con l'aggiunta di altri due versetti a nove voci di Giovanni Maria Nanino. Il decimo, a quattro voci, con un ultimo versetto a otto voci, è di Santo Naldini, entrato in Sistina il 23 novembre 1617. L'undicesimo, a quattro voci e con l'ultimo versetto a otto, è di Ruggero Giovannelli, aggregato il 17 aprile 1599.
Il dodicesimo, alternativamente a quattro e cinque voci e con l'ultimo versetto a nove, è quello di Gregorio Allegri. L'uso di scrivere un miserere per la Cappella Sistina poi cessò, in quanto quello di Allegri fu trovato così bello che non si credette possibile poter fare di meglio. Nondimeno egli lo corresse a più riprese e cambiò più volte l'ordine delle parti, al fine di ottenere un effetto migliore. Fu in seguito rivisto e perfezionato da diversi cantanti e compositori, che vi aggiunsero tutto ciò che credevano più adatto a rendere l'esecuzione soddisfacente.
Il miserere di Allegri si cantava nei mattutini del Giovedì santo e del Sabato Santo. Il Venerdì Santo c'era l'uso di cantare tanto il miserere di Felice Anerio quanto quello di Naldini. Nel 1680 Alessandro Scarlatti scrisse un nuovo miserere per il servizio della Cappella Sistina, ma la sua composizione fu giudicata deludente. Venne però eseguito lo stesso per rispetto alla reputazione del suo autore e venne cantato il Venerdì Santo del 1680 insieme a quelli di Anerio e di Naldini.  Nel 1714 Tommaso Bai compose un nuovo miserere a quattro e cinque voci, con l'ultimo versetto a otto sul modello di quello di Allegri, e questa composizione venne ritenuta tanto bella che da allora si cessò di cantare i miserere di Anerio e di Scarlatti per eseguire solo, dal 1714 al 1767, quelli di Allegri e di Bai.
Nel 1768 Giuseppe Tartini fece dono alla Cappella Sistina di un miserere di sua composizione a quattro e cinque voci e con l'ultimo versetto a otto. Fu eseguito quello stesso anno, ma non poté reggere il confronto con quelli di Bai e di Allegri, e venne perciò accantonato. Nel 1777 Pasquale Pisari, su richiesta dei cantori della Sistina, compose un nuovo miserere; anche questo, però, venne eseguito solo una volta, nel 1777, e poi dimenticato. Dal 1778 al 1820, dunque, i miserere di Bai e di Allegri furono gli unici due a essere eseguiti in Sistina. Nel 1821, dietro esplicita richiesta di Pio VII, l'abate Giuseppe Baini compose un nuovo miserere, il quale fu giudicato degno di essere eseguito insieme a quelli di Bai e Allegri.